# Antoine Irisse
Antoine Irisse (de son vrai nom Avram Iris) est un peintre français de l’École de Paris, né le 18 avril 1903 à Kichinev en Bessarabie (alors en Russie, actuellement en Moldavie) et mort à Paris le 10 janvier 1957.
La critique l'a classé, dès 1929, pour la partie la plus importante de son œuvre parmi les Fauves.
Sa peinture, chargée de poésie, est un hymne à la lumière, à la couleur, à la joie de vivre païenne. Il simplifiait les formes et la perspective. Ses sujets étaient simples comme il l'était lui-même : vues de son atelier, modestes accessoires de vie, vases de fleurs, portraits.
C'était un poète inspiré par Matisse qu’il admirait. La couleur était pour lui un outil d’expression et constituait un langage chargé d’émotion.

## Biographie

### Les années de jeunesse (1903-1926)
Sa jeunesse avec ses parents et ses deux frères se passe dans un milieu marqué par l’antisémitisme et les persécutions qu’il ne pourra jamais oublier. Il fait des études à l’École des Beaux-Arts de Kichinev puis, fuyant les pogroms de Bessarabie, il émigre en Belgique où il étudie à l’Académie Royale des Beaux-Arts de Bruxelles.
À Kichinev déjà, les conversations entre jeunes étudiants tournaient autour de la capitale de la France où, disait-on, de nombreux artistes, venus de tous les horizons, créaient un art nouveau.

### La liberté de peindre (1926-1939)
À 23 ans, il s’installe définitivement à Paris. Il travaille dans l’atelier de Wlérick et Arnold, où il rencontre ses amis Pignon et Dayez. Il fréquente également l'Académie de la Grande Chaumière. Il découvre à Paris la liberté de peindre, la liberté tout court. Il peut enfin être lui-même. Il participe activement à la vie artistique de Montparnasse. Il se lie d'amitié avec Michel Kikoine, Mané-Katz, Jean Pougny, Othon Friesz, Utrillo, Dobrinsky, Terechkovitch et bien d'autres. Il fréquente régulièrement les cafés du carrefour Vavin aux terrasses du Sélect, du Dôme, de la Rotonde ou de la Coupole où se forge l'esprit de l'École de Paris et où il retrouve ses amis artistes, ainsi que des galeristes, critiques et marchands d'art.
Ses premières expositions, notamment à la galerie de la Jeune Parque, en 1929, sont saluées par la critique. On pourra lire à son sujet : « l’exubérance, la turbulence et la joie de peindre en toute liberté sont son apanage. » Selon le même auteur, il fait partie des « gentils fous bien sympathiques avec leur fauve peinture éclaboussée [qui apportent] une vraie jeunesse [à la peinture]. » À propos de son exposition en 1930, Mounesseau écrira dans l'Écho de Paris : « […] Irisse [est un] jeune peintre qu’il faudra suivre […] Sa peinture […] violente, emportée, brutale révèle un véritable tempérament de coloriste […]. »
En 1931, il se produit dans une exposition-vente dite « le petit tableau » à la galerie Katia Granoff et une autre, en 1932, à L’Archipel avec Raoul Dufy, Friesz, Mané-Katz, Picasso, Pougny, Utrillo, Maurice de Vlaminck, entre autres. Certains de ces peintres sont encore peu connus.
Il expose en 1931 à la galerie Katia Granoff où il est remarqué par Waldemar George, futur rédacteur en chef de la revue Prisme des arts, qui le suivra ensuite tout au long de sa carrière et lui apportera ses conseils, son soutien puis la reconnaissance de son talent.
Ses toiles séduisent J.-M. Campagne qui, dans un long article, écrit : « […] J’ai vu l’autre jour chez Katia Granoff, l’exposition d’un jeune Russe, le peintre Irisse. […] Celui-là est même décidé d’aller, pour soutenir sa peinture, jusqu’à mourir de faim. […] Il n’en est qu’aux promesses mais on sent un métier très libre, déjà dégagé et la délicieuse folie d’un vrai peintre. Je voudrais qu’il continue ainsi et qu’on se souvienne de son nom. »
Il expose ensuite en 1932 avec le groupe de la Péniche à bord du Boucanier, en 1933 à la galerie des Quatre Chemins, où son style se confirme puis, en 1934, à la galerie Armand Drouant où il est préfacé et conseillé par Waldemar George. Parallèlement, il participe de façon régulière aux principaux Salons parisiens.
En 1936, il s'installe dans un atelier plus vaste à Montparnasse. C’est aussi l’année de son mariage.

### Les années de guerre (1939-1945)
Ses expositions se raréfient pendant les années noires de la Seconde Guerre mondiale. Irisse reste à Paris mais, dénoncé comme juif par un de ses fournisseurs, il doit se cacher et échappe de peu à la Gestapo. Pourtant il ne cesse de peindre. Sa mère qu'il adorait est prise dans une rafle en 1942, déportée et assassinée à Auschwitz.
Peu avant la Libération, Irisse participe au Salon de Mai dès sa création en 1945. René Barotte écrira dans Paris Presse L’Intransigeant : « C’était avec Pignon et Dayez, un des pionniers du Salon de Mai. » Sa participation se poursuivra chaque année de 1945 à sa mort en 1957. Il expose régulièrement aussi au Salon des indépendants dont il est sociétaire, au salon des Tuileries et au Salon d’automne.
Il acquiert la nationalité française en 1940.

### Le poète de la couleur (1943-1954)
Irisse a consacré toute sa vie à la peinture. Pourtant il a dû, pendant de longues années, pour pouvoir faire vivre sa famille (sa fille naît en 1940) et pour préserver une recherche picturale authentique, choisir un second métier, celui de céramiste. Mais il n'a jamais cessé de peindre. C'est pendant cette période que son art atteint son plein épanouissement. Lorsqu'il peut enfin se consacrer entièrement à la peinture, en 1954, il est foudroyé par une maladie qui ne lui laissera que deux ans à vivre.
Son exposition en 1952 à la galerie André Weil, avenue Matignon, le classe définitivement parmi les peintres représentatifs de son époque et, plus précisément, parmi les Fauves. Henri Héraut déclare dans le Journal de L'Amateur d'Art : « Les quelques toiles qu'il expose classent Irisse parmi les bons peintres de sa génération. Cet artiste, trop modeste, n'occupe pas le rang qu'il mérite pour la diversité de ses moyens et la plupart de ses réussites. »

### Le choix de l'abstrait (1955-1957)
Irisse choisit d'évoluer assez naturellement vers une forme d'expression plus abstraite. Il se dégage tout à fait des formes et ne s'intéresse plus qu'aux associations de plans colorés. Il réalise quelques toiles pleines de promesses alors qu'il est fatigué et amaigri.
La dernière exposition d'une partie importante de son œuvre, toujours à la galerie André Weil, en décembre 1956, remporte un vif succès auprès de la critique. On peut lire dans le journal Combat de décembre 1956 6 : « Irisse arrive à un style lumineux et coloré dans la meilleure tradition des Fauves et de Matisse. Ses formes sont simples, allusives, sa couleur sonore. »
Emporté par une maladie qui ne pardonne pas, il meurt le 10 janvier 1957, quelques jours à peine après la fin de sa dernière exposition à laquelle il n'a pu assister. Il a seulement 53 ans. Sur son lit de mort, il réclamait encore ses tubes de peinture pour étaler des couleurs.
Sa nouvelle orientation est restée en grande partie à l’état de projet.

## L'Œuvre

### Commentaires
Waldemar George souligne, dans la revue Le Peintre, ses harmonies colorées et les décrit ainsi :
« […] Les gammes et les accords d'Irisse se gravent dans l'esprit de ceux qui en subissent l'envoûtement et le charme [et nous] aident à accroître notre tonus vital.[…] Quel musicien, quel poète tenteront de transcrire dans leur idiome la nature morte à la nappe bleu-saphir, les fleurs qui jaillissent d'un saloir rustique en terre cuite acajou et l'ananas dans une assiette turquoise, placée à côté d'une bouteille d'un noir d'encre de Chine ? […] Comme les plus exigeants artistes de son époque, Irisse a cette soif d’absolu et cet appétit d’expression essentielle qui l’obligent à créer son propre vocabulaire. Il sait que la couleur n'est pas un banal revêtement de la forme mais la chair et le sang du tableau […]. »
Dans la même revue, en décembre 1956  7, il décrit son œuvre ainsi :
« Poète de la couleur, Irisse a voulu réduire à l’essentiel ses moyens d’expression […]. Ses toiles sont imprégnées d’une lumière intérieure. Leur climat est celui d’un éternel été et de la joie de vivre. […] Les tons intenses d’un éclat fulgurant y gardent leurs propriétés. […] On songe, devant les toiles d’Irisse, d’une splendeur dépouillée, aux poèmes de Stéphane Mallarmé. Comme ce prince incontesté du verbe, Irisse tire ses effets des ressources spécifiques de son vocabulaire. »
Henri Héraut écrit dans le Journal de l'Amateur d'art  8, en 1956 :
« […] On se rend compte par un ensemble important qu'Irisse, artiste trop modeste, est un des peintres les plus authentiques de notre époque. Influencé au début, de façon indéniable, par Matisse (qu'il admire d'ailleurs) il a accompli le prodige d'aller au delà, en certaines toiles, du Maitre […]. Les témérités picturales d'Irisse sont grandes : des rouges purs, violents mais son instinct d'artiste lui a fait résoudre les problèmes les plus hardis avec une aisance déconcertante. Exposition remarquable à voir et à revoir. »
En février 1957, Waldemar George lui rend hommage, à l'annonce de sa mort, en écrivant dans L'Arche  9 :
« […] La dernière réunion de ses œuvres dans la Grande Galerie de l'avenue Matignon révélait un talent d'une qualité très rare. Une toile d'Irisse a l'éclat chatoyant d'un printemps éternel. […] L'objet de son œuvre, qui a la pureté immuable du cristal, est cette délectation (ou cette beauté d'essence) à laquelle Poussin fait allusion dans une lettre à M. de Chanteloup. »

### Sélection d'œuvres

#### De 1923 à 1939
- Le Tailleur (1924)
- L'Homme pensant (1932)
- Le Joueur d'harmonica (1934)
- Portrait de sa femme (1938)

#### De 1940 à 1954
- Cabas et cerises (1946)
- Composition rose à la théière (1947)
- Portrait de sa fille(1948)
- Nature morte aux oranges et ananas (1949)
- Le Vase bleu (1949)
- Jeune Fille à la mandoline I (1949)
- Jeune Fille à la mandoline II (1949)
- Le Broc orange (1952)
- Les Poires (1950)
- Olympia (1950)
- Le Petit Soldat de plomb (1951)
- L'Épreuve (1952)
- Atelier du peintre I (1952)
- Atelier du peintre II (1952)
- Fête païenne l (1953)
- Fête païenne ll (1953)

### Sources
- La Presse, 15 janvier 1931, article de Waldemar George
- Art Vivant, mars 1931, article de Gauthier
- Beaux Arts, 1er mars 1935, auteur non identifié
- Arts, 26 décembre 1956, article de A.C.(non identifié)
- Combat, 24 décembre 1956, article de P. Bettencourt
- Journal de l’Amateur d’art, 20 décembre 1956, article de Henri Héraut
- Le Peintre, 15 décembre 1956, article de Waldemar George
- Prisme des Arts, décembre 1956, auteur non identifié
- La Terre retrouvée, 15 décembre 1956, article de A.C.(non identifié)
- L’Information, 5 janvier 1957, auteur non identifié
- Prisme des Arts, janvier 1957, auteur non identifié
- Le Peintre, 1er et 15 février 1957, auteurs non identifiés.
- Prisme des arts, janvier 1957, article de Waldemar George
- Journal de l’Amateur d’art, 25 janvier 1957, auteur non identifié
- La Terre retrouvée, 15 janvier 1957, auteur non identifié
- Les Arts, février 1957, article de Waldemar George
- Hommage dans le catalogue du Musée d'Art moderne de la Ville de Paris, 4 mai 1957, article de Y. Taillandier
- Nos artistes, tome no 4, février 1960
- Catalogue Artcurial du 6 juillet 2010, Nadine Nieszawer